# Graeme James Souness
Graeme James Souness (anglès: Graeme Souness)  (Edimburg, 6 de maig de 1953) fou un destacat futbolista escocès dels anys 70 i 80.

## Biografia
Graeme James Souness va néixer el 6 de maig del 1953 a Edimburg. Jugava a la posició de migcampista. S'inicià en el Tottenham Hotspur FC, on el 1968 signà el seu primer contracte professional. Jugà breument a la North American Soccer League al Montreal Olympique abans de tornar al futbol anglès. L'any 1972 fou traspassat al Middlesbrough FC per 30.000 £. En aquest club va créixer esportivament i això el portà a signar pel Liverpool FC (amb un traspàs de £350.000), club amb el qual guanyà cinc lligues, tres copes d'Europa i quatre copes de la lliga. La seva trajectòria al club del nord d'Anglaterra finalitzà el 1984 havent disputat 358 partits i marcat 56 gols. Aquest any signà per la Unione Calcio Sampdoria italiana per la xifra de £650.000. Allí guanyà la copa italiana, el primer gran títol en la història del club. Romangué al club italià fins al 1986, any en què signà com a jugador-entrenador del Rangers FC.
Amb la selecció de futbol d'Escòcia debutà l'any 1974 i hi romangué durant 12 anys fins al 1986, disputant 54 partits i marcant 4 gols. Disputa tres fases finals de campionats del món (1978, 1982 i 1986).
La seva trajectòria com a entrenador fou llarga. Convertí el Rangers en un dels clubs més poderosos del Regne Unit i guanyà quatre lligues i quatre copes de la lliga escoceses. Posteriorment entrenà clubs com el Liverpool FC (on guanyà una copa), el Galatasaray SK turc, el SL Benfica portuguès o el Blackburn Rovers FC.
El 1998 fou escollit per la Football League a la llista de les 100 llegendes del futbol anglès.

## Trajectòria esportiva
Com a jugador
- Tottenham Hotspur FC 1971-1973
- Montreal Olympique 1972
- Middlesbrough FC 1973-1977 - 176 partits, 22 gols
- Liverpool FC 1977-1984 - 247 partits 38 gols
- UC Sampdoria 1984-1986

Com a jugador entrenador
- Rangers FC 1986-1991 - 49 partits, 3 gols

Com a entrenador
- Liverpool FC 1991-1994
- Galatasaray SK 1995-1996
- Southampton FC 1996-1997
- Torino Calcio 1997
- SL Benfica 1997-1999
- Blackburn Rovers FC 2000-2004
- Newcastle United FC 2004-2006

## Palmarès
Com a jugador
- 3 Copa d'Europa de futbol: 1977-78, 1980-81, 1983-84
- 5 Lliga anglesa de futbol: 1978-79, 1979-80, 1981-82, 1982-83, 1983-84
- 4 Copa de la Lliga anglesa de futbol: 1980-81, 1981-82, 1982-83, 1983-84
- 3 Charity Shield: 1979-80, 1980-81, 1982-83
- 1 Copa italiana de futbol: 1984-85
- 1 Lliga escocesa de futbol: 1986-87
- 2 Copa de la Lliga escocesa de futbol: 1986-87, 1987-88

Com a entrenador
- 4 Lliga escocesa de futbol: 1986-87, 1988-89, 1989-90, 1990-91
- 4 Copa de la Lliga escocesa de futbol: 1986-87, 1987-88, 1988-89, 1990-91
- 1 Copa anglesa de futbol: 1991-92
- 1 Copa turca de futbol: 1995-96
- 1 Supercopa turca de futbol: 1996-97
- 1 Copa de la lliga anglesa de futbol: 2001-02

## Estadístiques com a entrenador
| Equip               | Nac. | De                  | A                  | Rècord | Rècord | Rècord | Rècord | Rècord |
| Equip               | Nac. | De                  | A                  | PJ     | PG     | PP     | PE     | %      |
| ------------------- | ---- | ------------------- | ------------------ | ------ | ------ | ------ | ------ | ------ |
| Rangers FC          |      | 1 d'abril 1986      | 16 d'abril 1991    | 63     | 39     | 12     | 12     | 61.90  |
| Liverpool FC        |      | 16 d'abril 1991     | 28 de gener 1994   | 157    | 65     | 45     | 47     | 41.40  |
| Southampton FC      |      | 3 de juliol 1996    | 1 de juny 1997     | 48     | 14     | 19     | 15     | 29.16  |
| Torino FC           |      | 5 de juliol 1997    | 12 d'octubre 1997  |        |        |        |        |        |
| Blackburn Rovers FC |      | 14 de març 2000     | 6 de setembre 2004 | 212    | 86     | 65     | 61     | 40.56  |
| Newcastle United FC |      | 13 de setembre 2004 | 2 de febrer 2006   | 83     | 36     | 29     | 18     | 43.37  |